# Hängfärja

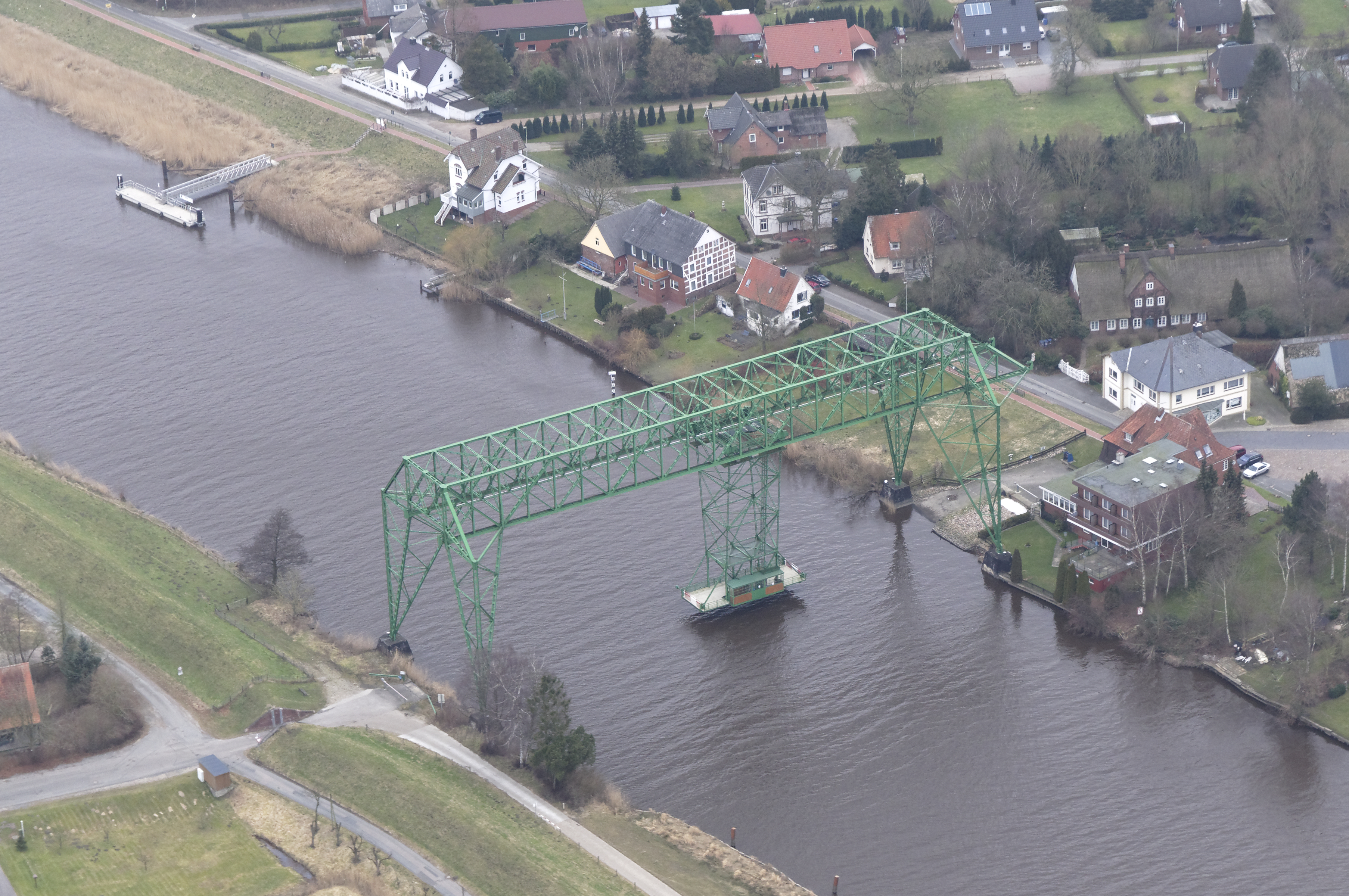
Hängfärjan i Osten

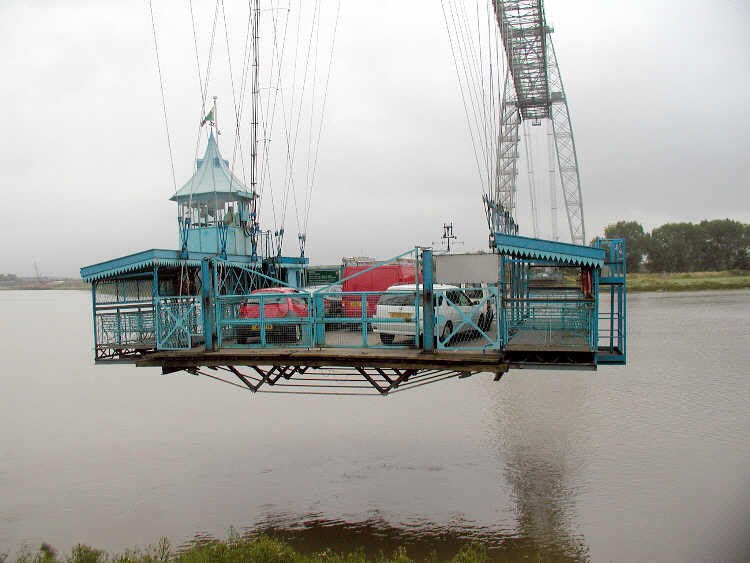
Hängfärjan i Newport

Hängfärja, eiler gondolbro, är en brokonstruktion med en gondol som hänger under och som kan föras fram och tillbaka under en vagn på en räls. Jämfört med en högbro kräver den kortare tillfarter, jämfört med en färja påverkas den inte av isläggning eller tidvattensströmmar. Den är ett mindre hinder för sjöfarten än en linfärja eller öppningsbar bro. En nackdel är en låg trafikapacitet.
Hängfärjor är ovanliga. I hela världen har färre än 30 byggts,
flertalet mellan 1893 och 1916. Av dessa är 2019 tre i daglig drift året runt och sammanlagt omkring sex i körbart skick. Den äldsta hängfärjan är Biscayabron vid Portugalete i Spanien från 1893. Den konstruerades av Alberto Palacio och har varit förebild för senare konstruktioner. Biscayabron är sedan 2006 uppförd på Unescos lista över industriella världsarv.
Konstruktören med flest genomförda hängfärjor är fransmannen Ferdinand Arnodin, som också hjälpte Alberto Palacio med Biscayabron.

## Hängfärjor i körbart skick
| Bro                           | Bild | Plats Koordinater                                                                  | Färdig år | Längd (meter) | Kommentar |
| ----------------------------- | ---- | ---------------------------------------------------------------------------------- | --------- | ------------- | --- |
| Biscayabron                   |      | Portugalete Spanien 43°19′23″N 3°1′1″V / 43.32306°N 3.01694°V                      | 1893      | 164           | Världsarv i Spanien. Används i daglig drift                                                                                            |
| Hängfärjan i Middlesbrough    |      | Middlesbrough Storbritannien 54°35′4″N 1°13′40.5″V / 54.58444°N 1.227917°V         | 1911      | 177           | Används i daglig drift |
| Hängfärjan i Newport          |      | Newport Storbritannien 51°41′39″N 9°10′58″Ö / 51.69417°N 9.18278°Ö                 | 1906      | 181           | Används i daglig drift |
| Hängfärjan Nicolás Avellaneda |      | Buenos Aires Argentina 34°38′18″S 58°21′22″V / 34.63833°S 58.35611°V               | 1914      | 104           | Togs ur bruk 1960, restaurerad och återinvigd 2017, men därefter inte använd på grund av lokalpolitisk osämja (juli 2018)              |
| Nicolás Avellanedabron        |      | Buenos Aires Argentina 34°38′17″S 58°21′21″V / 34.63806°S 58.35583°V               | 1940      | 60            | Lyftbro med hängfärja som sedan 1960 endast används när bron är avstängd för underhållsarbeten                                         |
| Hängfärjan i Osten            |      | Osten Tyskland 54°35′4″N 1°13′40.5″V / 54.58444°N 1.227917°V                       | 1909      | 80            | Används för turister under sommarhalvåret                                                                                              |
| Hängfärjan i Rendsburg        |      | Rendsburg Tyskland 54°17′37″N 9°40′56″Ö / 54.29361°N 9.68222°Ö                     | 1913      | 140           | Har varit i daglig drift fram till 8 januari 2016., då den stängdes efter kollision med ett fraktfartyg. Ny drift planläggs från 2020. |
| Hängfärjan Rochefort-Martrou  |      | Rochefort, Charente-Maritime Frankrike 45°54′58″N 0°57′38″V / 45.91611°N 0.96056°V | 1900      | 140           | Används sedan 1994 av fotgängare och cyklister under sommarhalvåret                                                                    |
| Hängfärjan vid Hamrštejn      |      | Hamrštejn Tjeckien 50°47′17″N 14°58′12″Ö / 50.78806°N 14.97000°Ö                   | 2010      | 23            | Handdragen hängfärja för fotgängare och cyklister                                                                                      |
| Erlebnisbrücke Nordkanal      |      | Mönchengladbach Tyskland 51°14′17″N 6°26′28″Ö / 51.23806°N 6.44111°Ö               | 2003      | 24,3          | Handdragen hängfärja för fotgängare och cyklister                                                                                      |

## Hängfärjor som rivits, byggts om eller tagits ur drift
| Bro                                      | Bild | Plats                                                                        | Färdig | Längd (meter) | Kommentar                                                                                        |
| ---------------------------------------- | ---- | ---------------------------------------------------------------------------- | ------ | ------------- | ------------------------------------------------------------------------------------------------ |
| Aerial Lift Bridge                       |      | Duluth, Minnesota USA 46°46′44″N 92°5′34″V / 46.77889°N 92.09278°V           | 1905   | 120           | Ombyggd 1929 till lyftbro, används fortfarande som sådan                                         |
| Hängfärjan i Bizerte, senare i Brest     |      | Bizerte Tunisien 37°16′12″N 9°52′45″Ö / 37.27000°N 9.87917°Ö                 | 1898   | 109           | Flyttad till Brest. Riven troligen 1907, flyttad till Brest i Frankrike 1907                     |
| Hängfärjan i Brest, tidigare i Bizerte   |      | Brest Frankrike 48°23′33″N 4°30′01″V / 48.39250°N 4.50028°V                  | 1909   | 109           | Flyttad från Bizerte 1909, skadad 1944, riven 1947                                               |
| Hängfärjan i Kiel                        |      | Kiel Tyskland 54°19′19″N 10°9′43″Ö / 54.32194°N 10.16194°Ö                   | 1910   | 128           | Revs 1923                                                                                        |
| Hängfärjan i Marseille                   |      | Marseille Frankrike 43°17′39″N 5°21′49″Ö / 43.29417°N 5.36361°Ö              | 1905   | 165           | Förstördes 1944                                                                                  |
| Hängfärjan i Nantes                      |      | Nantes Frankrike 47°12′30″N 1°33′58″Ö / 47.20833°N 1.56611°Ö                 | 1903   | 141           | Revs 1958                                                                                        |
| Ponte Alexandrino de Alencar             |      | Rio de Janeiro Brasilien 22°53′47″S 43°10′33″V / 22.89639°S 43.17583°V       | 1915   | 171           | Hängfärja mellan Rio de Janeiro och den brasilianska flottans varv på Ilha das Cobras. Revs 1935 |
| Hängfärjan i Rouen                       |      | Rouen Frankrike 49°26′23″N 1°4′52″Ö / 49.43972°N 1.08111°Ö                   | 1898   | 142           | Förstörd 1940                                                                                    |
| Hängfärjan Presidente Luis Sáenz Peña    |      | Buenos Aires Argentina                                                       | 1914   |               | Revs 1968                                                                                        |
| Hängfärjan Capitán Justo José de Urquiza |      | Buenos Aires Argentina 34°39′01.1″S 58°22′04.9″V / 34.650306°S 58.368028°V   | 1915   |               | Revs 1968                                                                                        |
| Hängfärjan i Volgograd                   |      | Volgograd Ryssland                                                           | 1955   | 874           | Hängfärja över Volga. Riven                                                                      |
| Hängfärjan i Warrington                  |      | Warrington Storbritannien 53°23′1″N 2°36′27″V / 53.38361°N 2.60750°V         | 1916   | 57            | Obrukbar, k-märkt                                                                                |
| Hängfärjan Widnes-Runcorn                |      | Widnes-Runcorn Storbritannien 53°20′48″N 2°44′11″V / 53.3466°N 2.7363°V      | 1905   | 304           | Revs 1961                                                                                        |
| Maarsserbrug                             |      | Maarssen Nederländerna 52°07′59.88″N 5°02′20.04″Ö / 52.1333000°N 5.0389000°Ö | 1939   | 88            | Togs ur bruk 1959                                                                                |

## Planerade, men ej färdigställda hängfärjor
| Bro                        | Bild | Plats                                                          | Färdig | Längd (meter) | Kommentar                                           |
| -------------------------- | ---- | -------------------------------------------------------------- | ------ | ------------- | --------------------------------------------------- |
| Hängfärjan i Bordeaux      |      | Bordeaux Frankrike 44°51′15″N 0°33′38″V / 44.85417°N 0.56056°V | ---    | 426           | Påbörjad 1910. Enbart pyloner uppförda. Rivna 1942. |
| Royal Victoria Dock Bridge |      | London Storbritannien 51°30′22″N 0°01′34″Ö / 51.506°N 0.026°Ö  | (2010) | 128           | Bro byggd, men hängfärjeprojekt ej genomfört        |

## Svenska hängfärjeplaner
Omkring år 1950 diskuterades en hängfärja som ersättning för den hårt belastade Jordfallets färja, en linfärja över Göta älv vid Bohus i Ale kommun.
Väg- och vattenbyggnadsstyrelsen föreslog 1949 en hängfärja vid Bohus. Borgerliga  riksdagsmän i båda kamrarna motionerade i frågan och argumenterade för att linfärjans vinterproblem med drivis skulle försvinna och avbrotten i färjetrafiken vid fartygspassage bli kortare. Kritikerna mot förslaget höll fram  de höga anläggskostnaderma, oden obetydliga kapacitetsökningen jämfört med en linfärja samt hängfärjans anskrämliga utseende i närheten av Bohus fästning.
Vägförbindelsen över Göta älv vid Bohus fick utökad kapacitet 1954 med en ny och större linfärja, som sattes in parallellt med den gamla, men linfärjedriftens grundproblem kvarstod.  
De försvann dock 1966 med Jordfallsbron, som korsar älven strax norr om den gamla färjeleden.